# Немо коло са подручја Далматинске загоре
Немо коло са подручја Далматинске загоре  је врста плеса без музике, која се ретко где може наћи у свету.

## Опште информације
Ретко која традиционална култура у свету негује плес без музике, али иако недостаје музичке пратње, у овом традиционалне кожне обуће има много тога да се чује. Тешки, али потпуно ритмични ударци опанака, традиционалне кожне обуће одзвањају на плесном подијуму од и до двадесет плесача, који током кружног кретања убрзавају или успоравају покрете, у зависности од инспирације.
Немо коло не познаје плесни пар, мушкарца и жену као плесаче поједине деонице плеса, неретко се зна догодити да коло плешу само жене или само мушкарци, или пак да у несразмерном броју мушких и женских плесача се исто плеше са већим бројем мушкараца наспрам жена или већим бројем жена наспрам мушкараца у самом колу. Иако немо коло не познаје плесни пар, мушкарца и жену, ако је то могуће плесачи се распоређују у при плесу редоследом  један мушкарац потом једна жена све док број мушкараца и жена задовољава то правило а потом се низ наставља само мушкарцима или само женама зависно од тога којих плесача има више у том колу.
У немом колу сваки плесач изводи свој корак, поскакујући у затвореном колу или хватајући се у пар, шетајући неко време и водећи своје партнерице, по једну или две, да их сви присутни могу добро погледати. Затим опет снажно поскакујући с једне ноге на другу, повлачи истовремено партнерице, испробавајући јавно њихову вештину, наизглед без одређених правила, спонтано, зависно од расположење и тренутној жељи за истицањем пред другима или жељи за заједничким снажним и импресивним кретањем кола кад се хвата са осталима у то шупље коло. Због међусобних разлика у извођењу структуре и корака кола у појединим селима, ово је коло основни маркер локалнога идентитета према којем се становници појединих села, уз остале елементе културне баштине, међусобно разликују. Заједничка карактеристика тог плеса је извоћење без музичке пратње чиме је препознатљиво на целом подручју Далматинске загоре, али и шире. На ширем подручју изводи се искључиво у колу, па је зато управо извођење овог кола на подручју Далматинске загоре специфична у односу на шире подручје
У неким случајевима немо коло може бити праћен традиционалним ојкањем у позадини (које је још једно заштићено нематеријално културно наслеђе), чиме се ова врста плеса претвара у раскошан приказ локална традиција Далмације.